# Cryptocephalus bifurcatus
Cryptocephalus bifurcatus – gatunek z rzędu chrząszczy z rodziny stonkowatych. Gatunek po raz pierwszy został naukowo opisany w 1981 roku przez Kimoto & Gressitta. Występuje w Tajlandii.